# Topónimo de Jaraíz de la Vera

Escudo de la localidad de Jaraíz de la Vera.

El topónimo de Jaraíz de la Vera es la denominación oficial de esta localidad cacereña. Hay varias especulaciones sobre su origen. Unos piensan que procede del árabe, debido a la existencia de un antiguo castillo en la localidad, donde ahora se encuentra el ayuntamiento. Otros piensan que el origen es romano, debido al hallazgo de numerosas monedas del emperador Constantino I. La hipótesis que a la que menos importancia se tiene es a la del origen peloponeso.

## Posible origen árabe
Está documentado en época andalusí el nombre árabe حرائث Harā'ith, que significa 'campos labrados' y del que procede el nombre actual. Se ha propuesto otra etimología árabe legendaria, no documentada, haciéndolo derivar del de una princesa de la zona que se llamaba "Sha´ra iz" (nombre inexistente en árabe) que derivó al castellano en Jaraíz.
El gentilicio culto y más empleado actualmente es el de jaraiceños. Antiguamente estaba muy extendido, sobre todo en las comarcas que rodean a la ciudad, el de jarentinos, pero hoy está en desuso.

## Posible origen romano
Existe otra teoría que apunta que muchos de los pueblos extremeños así como el propio Cáceres, fueron denominados durante la dominación romana y su nombre originalmente quería designar Tierra de Césares (káiseres en alemán). Esta teoría defiende, que todo pueblo del que procedía un alto cargo que había alcanzado notoriedad manifiesta, en filas del ejército romano acuñaba de alguna manera el nombre César para el pueblo. Jaraíz por tanto sería sinónimo de pequeño César, queriendo indicar con ello cuna de (probablemente) algún cónsul romano.

## Posible origen peloponeso
Otra teoría próxima a ésta defiende que Jaraiz, así como Jerez, Cáceres, Coria (coros y cora fueron otros nombres dado a Ceres aparte de Liber, Libera y otros tantos) y el propio término César, a su vez proceden del latín y su significado original era consagrado a la diosa Ceres (Deméter en griego, diosa de la vida, la agricultura y la fertilidad), (César, que era nombre común de personas, es gracias a Julio César que pasó a ser sinónimo de emperador). Ceres a su vez era la diosa de la agricultura donde su raíz Ker, denota crecer que es una contracción de cereare, la fertilidad del valle de la Vera es notoria. Según esta teoría antiguos pobladores de Sicilia y, o Cerdeña se asentaron en tiempo indeterminado, unos siglos a. C. entre la primera guerra púnica y el siglo I, tales moradores, adoradores de Ceres establecieron su culto y los nombres fueron acuñados a aquellas zonas cuya geografía o agricultura recordaba la de Sicilia. Los términos ceremonia, cereza y cereal proceden de Ceres. Esta teoría está en consonancia con la teoría que señala que España debe su nombre a Pan a través de Spania así como Lusitania (Lysitania) a Lysa.

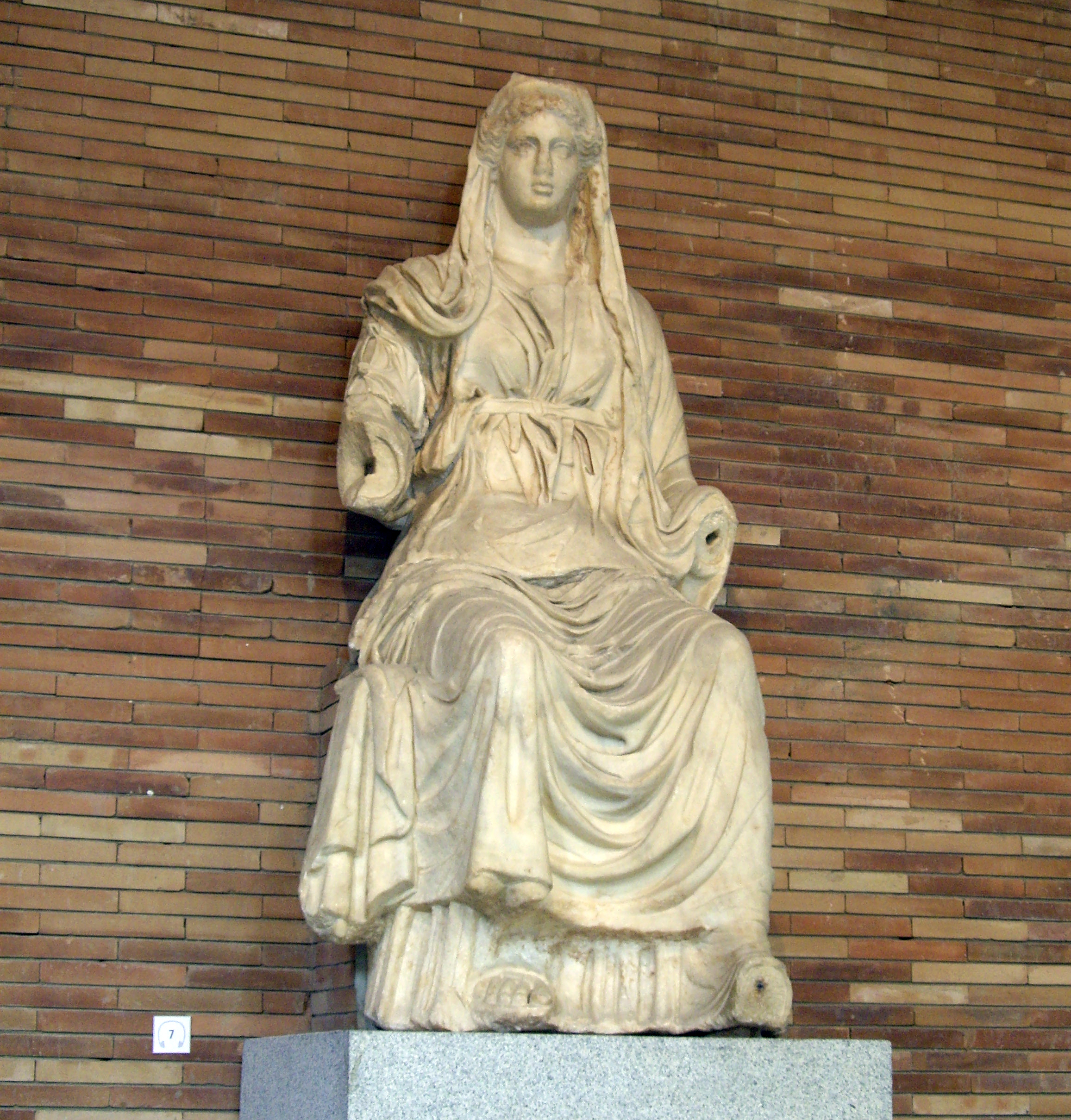
Diosa Ceres sedente d. C, Museo Nacional de Arte Romano de Mérida, hallada en Mérida durante unas excavaciones en 1911.

Un argumento a favor de esta teoría señala la familiaridad de ADN entre los habitantes de Sicilia y los habitantes de la provincia de Cáceres, así como el acusado número de pacientes que tienen unas características sanguíneas que son exclusivamente originarios de Sicilia, como lo es la talasemia.
Un contraargumento a lo dicho, señala que el origen de esto hay que atribuirlo a un capítulo de la historia que se resume brevemente. La respuesta de los Reyes Católicos por la que España respondía al llamado de Pío V para parar la expansión del Imperio otomano, que solicitó a raíz de la Caída de Constantinopla a manos de Mahomet II (también conocido como Mehmed II) que juró destruir el nombre de Jesucristo y a su vez tras las conquistas sucesivas (tras el fracaso de conquista de Rodas y Belgrado) de Atenas, Servia, Morea, Trebisonda, Lesbos, Negroponto, Bosnia y Albania y finalmente Otranto, al morir Mahomet II, Beyazid II su sucesor prometió ayudar a los moros vencidos en Granada para que volvieran a conquistar España, es decir tenían intereses directos y son la razón principal por la que los Reyes Católicos aceptaron el llamado del Papa Pío V (la mayor parte de los países de Europa no estaban en condiciones de responder), y que en definitiva, motivaba que los soldados que participaron, a causa del largo tiempo alejados de su tierra contrajeron nupcias con mujeres del lugar donde solían repostar, a la sazón Sicilia y que de vuelta se trajeron a su tierra. Es conocido el hecho que Juan Andrea Doria previo a la batalla de Lepanto, descansaba y rearmaba sus tropas en Sicilia.
La carencia de construcciones anteriores a la Edad Media es el principal obstáculo a esta teoría. Se sabe sin embargo que los árabes destruían todo vestigio de cultos borrando, toda huella de los mismos, allí donde invadieron, lo que podría explicar tal ausencia, quedando solo constancia para aquellas construcciones que ocultas por la propia naturaleza y el tiempo aún queden por descubrir. Tal vez la antigua ciudad perdida de Cereneca o la de Ceresus.
Este hipotético origen, en definitiva, solo podrá tener validez ante hallazgos arqueológicos que demuestren un culto eleúsico en la zona.